# الطرود المفخخة في الولايات المتحدة أكتوبر 2018
أرسلت أربعة عشر طردا في أواخر أكتوبر 2018، تحتوي على قنابل أنبوبية كانت ترسل عبر خدمة البريد الأمريكية إلى العديد من أبرز منتقدي الرئيس الأمريكي دونالد ترامب، بما في ذلك العديد من أبرز سياسيي الحزب الديمقراطي من أمثال (نائب الرئيس الأمريكي السابق جو بايدن، عضو مجلس الشيوخ كوري بوكر، وزيرة الخارجية السابقة ومنافسة ترامب في انتخابات 2016 هيلاري كلينتون، وعضو مجلس الشيوخ كامالا هاريس، والنائب العام السابق اريك هولدر، والرئيس الرابع والأربعون باراك أوباما، ورئيسة اللجنة الوطنية الديمقراطية السابقة ديبي واسرمان شولتز، وعضو مجلس النواب ماكسين ووترز) والممثل روبرت دي نيرو، والملياردير والمتبرع السياسي جورج سوروس وتوم ستير، ومدير وكالة المخابرات السابق جون برينان، ومدير المخابرات القومية السابق جيمس كلابر. لم يُصب أحد في محاولة الهجمات. كما تلقت شبكة سي إن إن الإخبارية طرداً موجّهاً إلى جون برينان في استديوهاتها بمدينة نيويورك في مركز تايم وورنر (الشركة الأم التي تتبع لها سي إن إن)، وهو ما أدى إلى إخلاء المبنى.

## حوادث
| تاريخ     | الهدف                                                          | موقع الاكتشاف                                         |
| --------- | -------------------------------------------------------------- | ----------------------------------------------------- |
| 22 أكتوبر | جورج سوروس (ملياردير)                                          | كاتوناه، نيويورك (مكان سكن سوروس)                     |
| 23 أكتوبر | هيلاري كلينتون (وزيرة الخارجية السابقة)                        | تشاباكواه، نيويورك (اُعترِضت من قبل جهاز الخدمة السرية) |
| 24 أكتوبر | باراك أوباما (الرئيس السابق)                                   | واشنطن العاصمة (اُعترِضت من قبل جهاز الخدمة السرية)     |
| 24 أكتوبر | إريك هولدر (النائب العام السابق)                               | صنرايز، فلوريدا (مكتب ديبي اسرمان شولتز)              |
| 24 أكتوبر | ماكسين ووترز (عضو الكونغرس)                                    | لوس انجليس (مرفق بريد)                                |
| 24 أكتوبر | ماكسين ووترز (عضو الكونغرس)                                    | واشنطن (كابيتول هيل مكتب البريد)                      |
| 24 أكتوبر | جون برينان (عبر CNN) (مدير وكالة الاستخبارات المركزية السابق). | نيويورك (مركز تايم وورنر)                             |
| 25 أكتوبر | جو بايدن (نائب الرئيس السابق)                                  | نيو كاسل، ولاية ديلاوير (مكتب البريد)                 |
| 25 أكتوبر | جو بايدن (نائب الرئيس السابق)                                  | ويلمنغتون بولاية ديلاوير (مكتب البريد)                |
| 25 أكتوبر | روبرت دي نيرو (ممثل)                                           | نيويورك (دي نيرو في فيلم من إنتاج شركة)               |
| 26 أكتوبر | جيمس كلابر (عبر CNN)                                           | نيويورك (مكتب البريد)                                 |
| 26 أكتوبر | كوري بوكر                                                      | أوبا لوكا، فلوريدا (مرفق بريد)                        |
| 26 أكتوبر | كامالا هاريس                                                   | ساكرامنتو بولاية كاليفورنيا (مرفق بريد)               |
| 26 أكتوبر | توم ستير                                                       | بورلينغامي، كاليفورنيا (مرفق بريد)                    |